# جون باركر (سياسي أمريكي، مواليد 1746)
جون باركر (بالإنجليزية: John Barker)‏ هو سياسي أمريكي، ولد في 1746، وتوفي في 3 أبريل 1818. انتخب عمدة فيلادلفيا (18 أكتوبر 1808 – 17 أكتوبر 1809).